# セルゲイ・クーセヴィツキー追悼の悲歌
セルゲイ・クーセヴィツキー追悼の悲歌（Elegy in Memory of Serge Koussevitsky）作品44は、ハワード・ハンソンが1955年にクーセヴィツキー追悼のために作曲した管弦楽曲。

## 概要
クーセヴィツキーは、ハンソンの交響曲第1番を注目して以来親交を深めており、このことが交響曲第2番を作曲する要因にもなった。
この曲はクーセヴィツキー没後5周年の1956年に行われる追悼演奏会のための委嘱作として作曲された。暗い主題が全曲を支配している。クーセヴィツキーを失ったハンソンの想いは、この曲で感情のうねりを表現している。

## 編成
フルート2（1はピッコロ持ち替え）、オーボエ2（1はイングリッシュホルン持ち替え）、クラリネット2、ファゴット2、ホルン4、トランペット3、トロンボーン3、チューバ、ティンパニ、ハープ、弦五部